# Semaeopus cervina
Semaeopus cervina là một loài bướm đêm trong họ Geometridae.